# Суардо, Джакомо
граф Джакомо Суардо (итал. Giacomo Suardo, 25 августа 1883, Бергамо, Италия — 18 мая 1947, Бергамо, Италия) — итальянский политический деятель, сенатор (24 января 1929).

## Образование
Имел высшее юридическое образование. Адвокат.

## Биография
1915—1918 — воевал на фронтах Первой мировой войны.
1 января 1921 — сформировал и возглавил ударную сквадру в Бергамо.
1921—1924 — федеральный секретарь Фашистской партии в Бергамо.
1923—1924 — член Центральной комиссии благотворительности Сберегательной кассы провинции Ломбардия.
С 1924 депутат Палаты депутатов.
3 июля 1924 — 21 декабря 1927 — заместитель премьер-министра Итальянского Королевства Бенито Муссолини
Со 2 июля по 6 ноября 1926 — заместитель министра корпораций Итальянского Королевства.
6 ноября 1926 — 13 марта 1928 — заместитель Министра внутренних дел Итальянского Королевства.
С мая 1929 года — сенатор.
8 марта 1930 — 19 января 1934 — член Комиссии Сената по рассмотрению проектов законов по преобразованию декретов Правительства в законы.
7 апреля 1930 года — член Комиссии Сената по выработке мнения о безопасности дорог и дорожного движения.
1932—1939 — Председатель Национальной страховой кассы для получивших производственные травмы, впоследствии, Национальный фашистский институт страхования от производственных травм (INFAIL).
1 апреля 1933 — 19 января 1934 — член Мандатной комиссии Сената.
1 мая 1934 — 14 декабря 1938 — член Комиссии Сената по приговорам Верховного суда.
1 мая 1934 — 2 марта 1939 — член Комиссии по финансам Сената.
1935—1936 — воевал на фронтах Итало-Эфиопской войны.
28 марта 1938 — 2 марта 1939 — член Мандатной комиссии Сената.
28 июня 1938 — 2 марта 1939 — заместитель Председателя Сената Итальянского Королевства.
1939—1945 — член Центральной комиссии благотворительности Сберегательной кассы провинции Ломбардия.
15 марта 1939 — 28 июля 1943 — Председатель Сената Итальянского Королевства.
15 марта 1939 — 28 июля 1943 — Председатель Комиссии Сената по внутреннему регламенту.
Член Большого фашистского совета.
В июле 1943 года дал Д. Гранди согласие поддержать его на заседании Большого фашистского совета по вопросу о смещении Бенито Муссолини с его поста. Однако на заседании совета 25 июля 1943 (будучи уже сильно пьяным) неожиданно поддержал резолюцию Карло Скорца. При окончательном голосовании воздержался (единственный из присутствующих). После свержения Муссолини потерял все свои посты.

## Награды
- Кавалер Большого креста Савойского военного ордена.
- Кавалер Большого креста ордена Святых Маврикия и Лазаря (16 марта 1939)
- Командор ордена Святых Маврикия и Лазаря (11 июня 1925)
- Кавалер Большого креста ордена Короны Италии (25 октября 1931)
- Командор ордена Короны Италии (24 июня 1923)
- Великий офицер Колониального ордена Звезды Италии
- Бронзовая медаль «За воинскую доблесть» (дважды)
- Бальи — кавалер Большого креста Чести и Преданности Мальтийского ордена.